# Victor Dreke
Victor Dreke, född 1937, är en kommunistledare på Kuba och general i Kubanska Revolutionära Armén. Under den kubanska revolutionen 1959 och nästföljande år var han en av generalerna av det så kallade Lucha Contra Bandidos (Kriget mot banditerna), ett krig som utkämpades mot antikommunistiska styrkor i Escambraybergen i Las Villa-provinsen. År 1965 var han verksam i Demokratiska Republiken Kongo. Mellan 1966 och 1968 återvände han till Afrika.
I dagsläget är han vice-president i den Kubansk-Afrikanska vänskapsföreningen.